# Aderus breviculus
Aderus breviculus é uma espécie de insecto coleóptero da família Aderidae. Foi descrito cientificamente por George Charles Champion em 1920.

## Distribuição geográfica
Habita no Bornéu.